# Guerra russo-persa (1826-1828)
La Guerra Russo-Persa de 1826-1828 fou l'última de les 5 guerres russoperses entre l'Imperi Rus i l'Imperi Qajar persa que va succeir en els territoris disputats entre ambdós imperis a la regió de Transcaucàsia. La guerra va acabar amb el Tractat de Turkmantxai, que va significar una victòria de l'Imperi Rus, ja que els perses van cedir els kanats de Yerevan i Nakhitxevan a Rússia. La guerra va succeïr entre el 8 de juliol de 1826 i el 2 de febrer de 1828.
Impulsada pels objectius expansionistes de l’Imperi Rus i intensificada per la resistència iraniana, la guerra registrà enfrontaments militars de gran importància, entre els quals destaquen la batalla de Gandja i la conquesta de Yerevan. Inicialment, les forces iranianes aconseguiren èxits significatius, sorprenent les tropes russes comandades per Iermòlov. Aquest avenç fou afavorit per aixecaments locals contra les guarnicions russes a Talish, Gandja, Xirvan, Shaki i altres regions. No obstant això, l’arribada de reforços russos sota el comandament del nou general Ivan Paskévitx decantà el conflicte de manera decisiva a favor de Rússia, amb la conquesta de la ciutat estratègica de Tabriz, al nord-oest de l’Iran.
El conflicte conclogué amb la signatura del Tractat de Turkmantxai l’any 1828, que privà l’Imperi Persa dels seus darrers territoris al nord del riu Araxes, a la regió del Caucas. Aquestes terres comprenien tot l’actual territori de l’Armènia moderna, la República Autònoma de Naxçıvan (a l’Azerbaidjan) i la província d’Iğdır (a Turquia). El tractat atorgava, a més, a Rússia influència directa en la política interna de l’Imperi Persa, atès que el xa necessitava a partir de llavors l’aprovació russa per designar el seu hereu al tron.
L’Imperi Persa es veié potencialment salvat d’un col·lapse més gran i de la submissió completa —i fins i tot d’una possible annexió de tot l’Azerbaidjan iranià o la conversió en estat vassall de Rússia—, ja fos per la perseverança dels seus negociadors amb l’ajuda de la diplomàcia britànica, o per l’interès rus a concloure ràpidament la pau davant la possibilitat imminent d’un nou conflicte amb l’Imperi Otomà. Després d’aquesta guerra, l’estat qajarí ja no tornaria mai més a enfrontar-se a Rússia en condicions d’igualtat, ni seria considerat un actor equivalent per les potències europees.

## Context històric
Fat·h-Alí Xah Qajar (regnat 1797–1834), segon sobirà de la recentment instaurada dinastia Qajar de l'Imperi Persa, es veié immers en un conflicte amb l’Imperi Rus pel control del Caucas tot just pujar al tron l’any 1797. Després d’haver estat durant segles sota domini iranià, el Regne cristià de Kartli-Kakhètia, situat a l’est de Geòrgia, decidí rebutjar l’autoritat persa i buscà la protecció de Rússia davant l’Iran. Aquest fet fou especialment significatiu per a la dinastia Qajar, ja que el seu fundador, Agha Muhàmmad Khan Qajar (regnat 1789–1797), havia estat assassinat al Caucas durant una campanya militar.
El regnat del tsar Alexandre I de Rússia (1801–1825) coincidí amb un increment de l’interès rus per expandir la seva influència al Caucas, un territori que ja havia atret la seva atenció des dels anys 1760. Qualsevol amenaça a la sobirania persa sobre aquesta regió no podia ser ignorada pel govern Qajar. Des de l’any 1502, el Caucas havia estat sota control persa i era percebut com una extensió natural del territori de l’Imperi persa. La guerra de 1804–1813 esclatà com a conseqüència de la invasió russa de la ciutat iraniana de Gandja i la matança de la seva població.
Els perses acabaren perdent la guerra i foren obligats a signar el Tractat de Gulistan. En virtut del tractat, l’Iran cedí a Rússia els sultanats de Xamxadil, Kazak i Shoragel, així com els kanats de Bakú, Derbent, Gandja, Xaki, Quba, Xirvan, Karabagh i la part nord i central de Mugan. A més, l’Imperi Persa renuncià definitivament a les seves reivindicacions sobre Geòrgia.
Els termes territorials del tractat eren sovint ambigus. Per exemple, a Mugan, s’establia que serien administradors designats mútuament qui determinarien quines muntanyes, rius, llacs, pobles i camps delimitarien la frontera. Si alguna de les parts considerava que l’altra havia vulnerat possessions territorials d’acord amb el principi de statu quo, els límits pactats podien ser modificats. Aquestes clàusules deixaven la porta oberta a futurs conflictes territorials, especialment en zones com la que s’estenia entre el llac Sevan la ciutat d’Yerevan.

## Preludi

Mapa del Kanat de Yerevan sota el domini persa que mostra el Llac a l'est i Aparan, al nord.

A principis de 1825, l’exèrcit rus, sota ordres d’Aleksei Petrovitx Iermòlov, governador de Geòrgia, ocupà la riba septentrional del llac Sevan, que els perses consideraven que formava part del seu regne. Les tropes russes avançaren encara més, apoderant-se de Balagh-lu. Aquestes conquestes foren percebudes pels iranians com una amenaça directa a Yerevan, donat el seu potencial com a punt de partida per a una ofensiva militar. Tot i que Iermòlov admeté que aquell territori era formalment persa, justificà la seva acció acusant l’Imperi Persa d’ocupar una gran part de Karabagh. Els russos també hi construïren una fortificació fronterera, que provocà protestes del príncep hereu Qajar, Abbas Mirza.
A mitjans de l'any 1825, aquesta fortalesa fou atacada per les forces del governador persa del kanat de Yerevan, Hosein Khan Sardar. A finals d’aquell any, arribaren a l’Iran notícies —magnificades— de la mort sobtada del tsar Alexandre I, ocorreguda a finals de 1825, i del desordre que acompanyava el relleu dinàstic, en què va destacar la Revolta dels desembristes, en què un grup d’oficials russos intentà impedir l’accés al tron de Nicolau I. La rebel·lió fou sufocada ràpidament per les forces lleials al nou tsar.
El 8 de juliol de 1826, els russos ocuparen la vila d'Aparan, que formava part del kanat d’Erevan, de l'Imperi Persa. L’historiador iranoamericà Maziar Behrooz considera aquest fet com l’inici de la guerra russo-persa de 1826–1828.
A la cort de Fath-Alí-Xah, s’hi formaren dos corrents oposats pel que fa a la política a seguir envers Rússia. D’una banda, el partit de la pau, format pel ministre d’Afers Estrangers Mirza Abolhassan Khan Ilchi, el cap de cancelleria Neshat Esfahani, el cap de la casa reial Manutxehr Khan Gorji i el traductor i emissari Mirza Saleh Xirazi. Aquest grup, més familiaritzat amb la cultura europea i amb coneixement directe de Rússia, advocava per evitar a qualsevol preu una nova confrontació armada.
D’altra banda, el partit de la guerra incloïa destacats ulemes com Agha Sayyed Mohammad Esfahani, el nou gran visir Asef al-Dowleh, l’assessor d’Abbas Mirza, Abol-Qasem Qa’em-Maqam II, i diversos antics kans del Caucas exiliats a l’Iran després del Tractat de Gulistan. Aquests sectors consideraven que Rússia havia ultratjat l’Iran i que la seva política era agressiva. Agha Sayyed Mohammad, en una carta dirigida al xa, l’urgia a actuar com a sobirà de Pèrsia i líder de la fe islàmica, recordant-li les annexions russes i el tracte rebut pels musulmans sota domini rus. El partit bel·ligerant interpretava optimistament els esdeveniments interns russos, considerant que l’Imperi rus era afeblit, especialment al Caucas, arran de les derrotes d’Iermòlov i la recent revolta dels Desembristes.
Per assessorar el xa i establir una línia d’actuació, es convocà el Consell de Soltaniyeh. Finalment, el partit de la guerra s’imposà i es decidí declarar una guerra oberta contra Rússia.

## La guerra

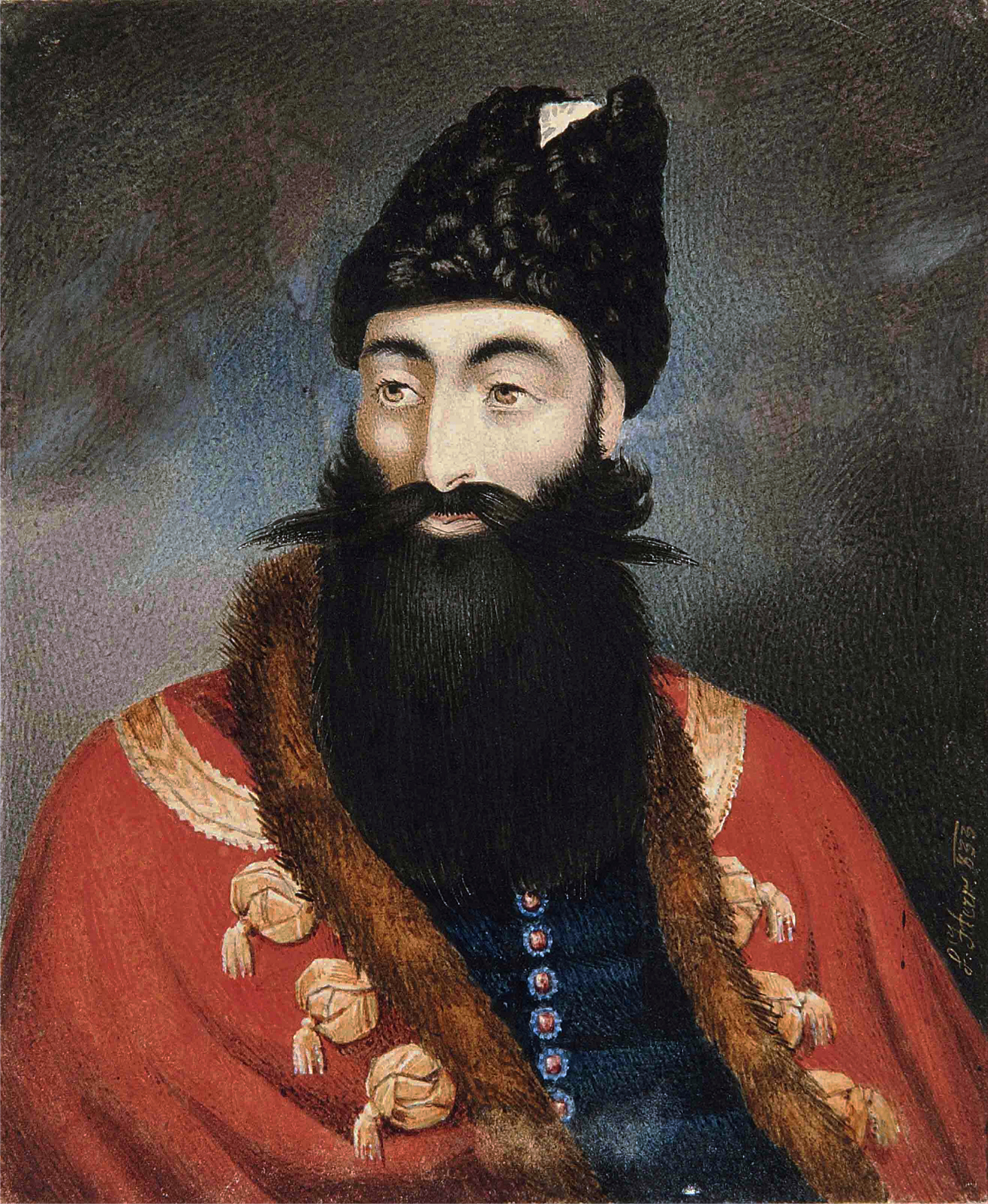
Retrat del príncep persa Abbas Mirza, comandant de les forces perses.

Tot i que les tropes d’Abbas Mirza semblaven poc preparades per a una guerra d’escala, els perses iniciaren amb èxit el conflicte l’estiu de 1826. Això s’explica per dos motius principals: primer, el comandant rus Aleksei Iermòlov estava ocupat en conflictes a Txetxènia i les seves tropes no estaven preparades per a una ofensiva a gran escala; segon, bona part de la població musulmana del Caucas, descontenta pel domini rus, s’aixecà en rebel·lió amb el suport dels antics kans que havien estat desposseïts per Rússia. A Xirvan, Gandja, Talih, Xaki i Karabakh (excepte Shusha), les tropes russes foren expulsades o bé es retiraren. No es coneix amb exactitud si també hi van haver rebel·lions a Quba, Bakú, Derbent i Geòrgia.

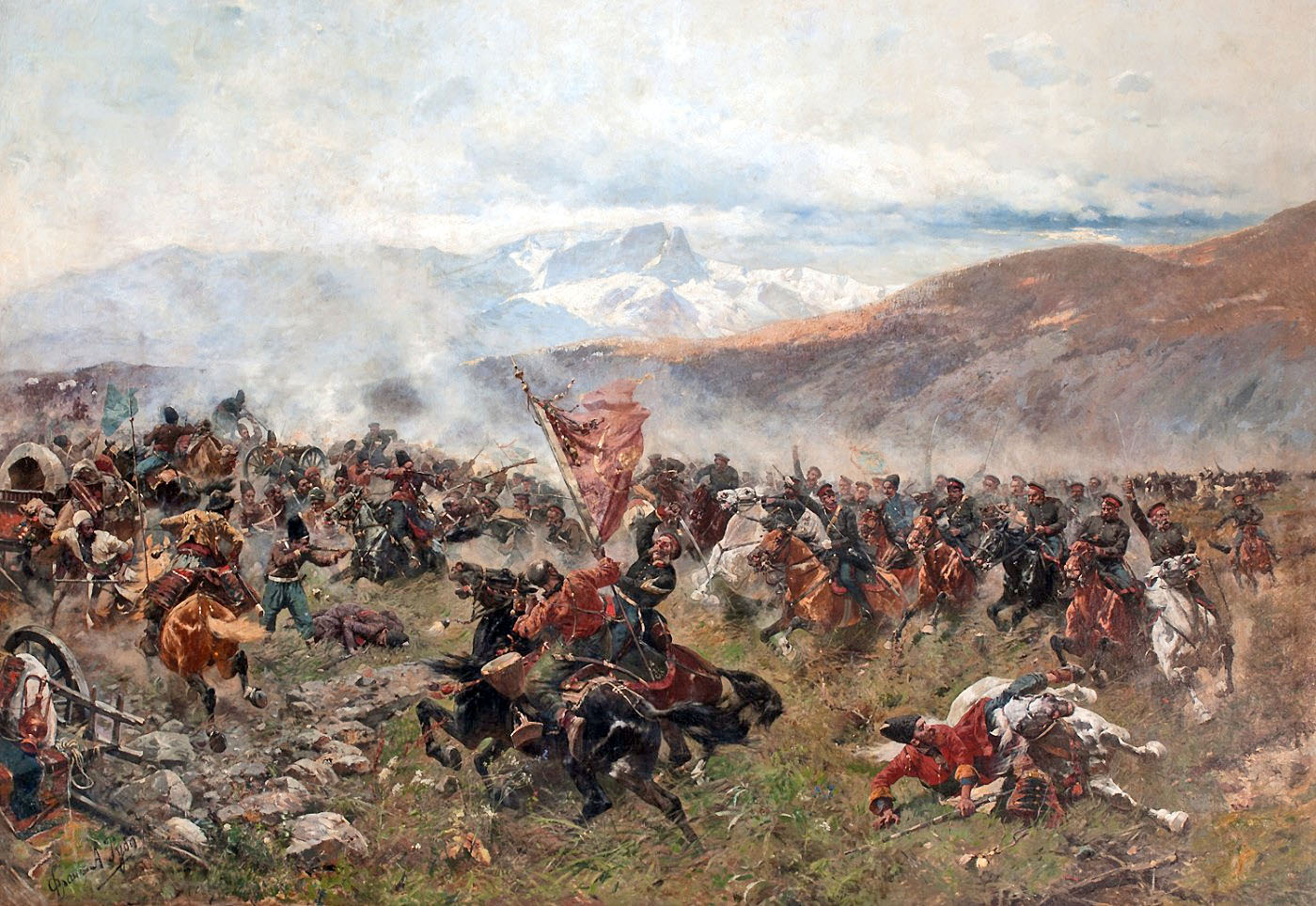
Pintura de la Batalla de Gandja feta per Franz Roubaud el 1887

El 25 i 26 de juliol de 1826, les forces russes i iranianes xocaren a Talix. Entre el 28 i 30 de juliol, Sardar, germà d’Abbas Mirza, derrotà els russos al nord d’Erevan i ocupà Pambak i Shuregol. Al mateix temps, Hasan Khan Sari Aslan atacà més al nord, obligant els russos a replegar-se cap a Tiflis. De l’1 al 3 d’agost, Aparan fou recuperada per les tropes perses, i començaren els combats a Gyumri. El 12 d’agost, Lankaran i Saliyan també caigueren en mans iranianes. En aquest període, Abbas Mirza aconseguí emboscar i destruir un batalló rus de 800 homes amb una força de 35.000 soldats. La cort de Fath-Alí-Xah a Ardabil rebé 400 caps tallats com a trofeus, mentre a Tabriz es lliuraren 400 presoners, inclòs el comandant rus, 17 oficials i dues peces d’artilleria.
La catàstrofe de Shusha i la contraofensiva russa
El 6 d’agost, Abbas Mirza inicià el setge de la fortalesa de Shusha, però rebutjà el consell del seu oncle Amir Khan Devellu-Qajar d’atacar-la directament. En lloc d’això, l’envià amb el seu fill gran, Mohammad Mirza, a ocupar Gandja. A Shusha, el coronel rus Iossif Reutt desarmà els musulmans locals i defensà amb èxit la ciutat amb l’ajuda dels armenis.
Amir Khan demanà reforços i artilleria per resistir l’arribada de les tropes russes comandades per Valerian Madàtov. Abbas Mirza li ordenà quedar-se a Gandja, però quan Amir Khan sabé que Madàtov avançava amb 10.000 cosacs, 12 batallons d’infanteria i 12 peces d’artilleria, reuní una força de 5.000 cavallers i marxà a Shamkor. El 16 de setembre, a la batalla de Shamkor, Madàtov derrotà els iranians, Amir Khan morí en combat i Mohammad Mirza es retirà cap a Gandja, que poc després fou abandonada.

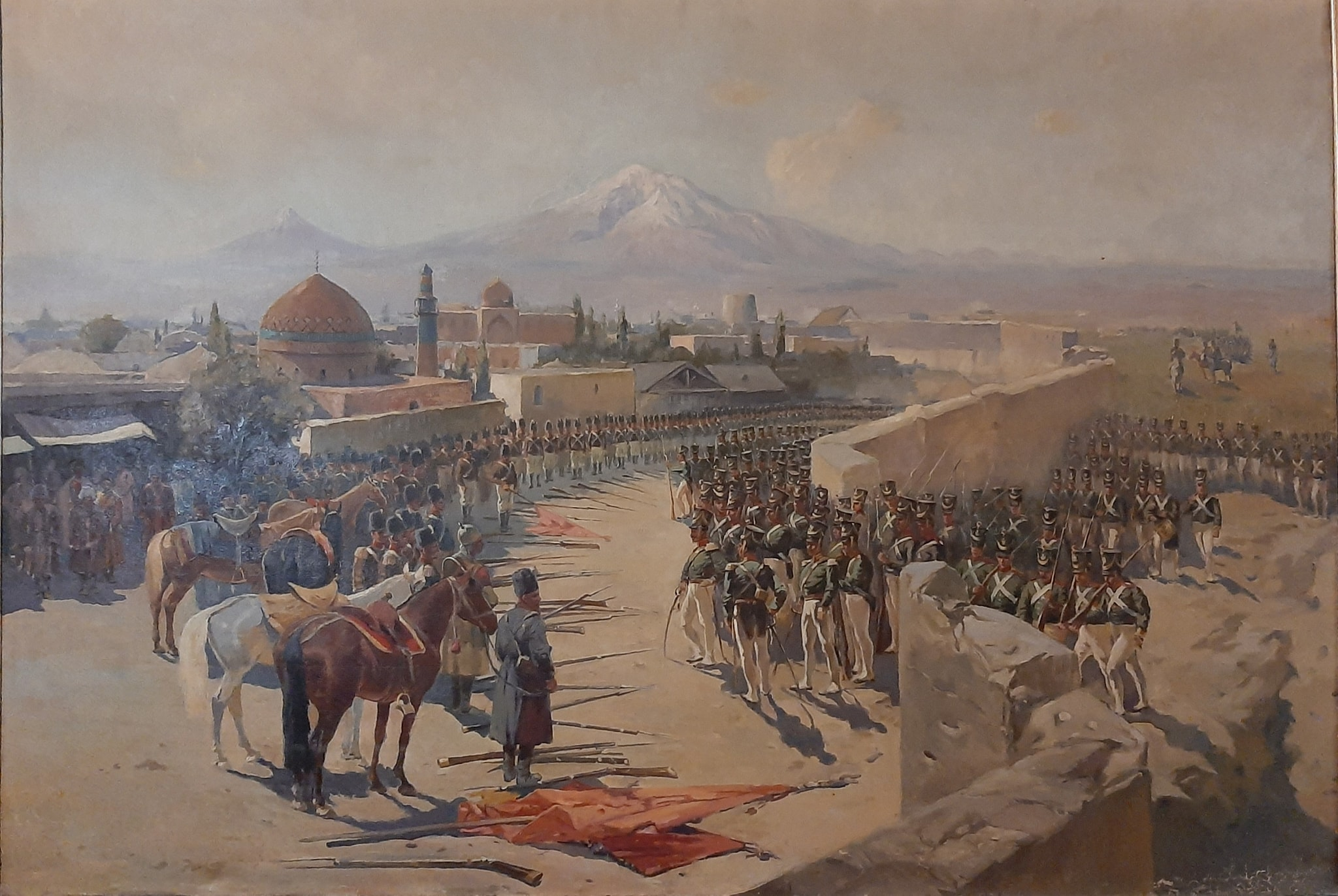
Pintura de la Captura de Yerevan feta per Franz Roubaud el 1893

El 17 de setembre de 1826, Gandja es rendí sense resistència a Madàtov. El 22 de setembre, arribà al Caucas el general Ivan Paskévitx, que assumí el comandament rus el 29 de setembre, substituint Iermòlov. De procedència ucraïnesa i veterà de les guerres napoleòniques i de les guerres contra l'Imperi Otomà de 1814, Paskévitx era un clar exponent de l’imperialisme rus.

### La derrota decisiva a Gandja i el declivi d’Abbas Mirza
El mateix 29 de setembre, Abbas Mirza marxà cap a Gandja, deixant una força menor per continuar el setge de Shusha. Entre el 13 i 17 d’octubre de 1826 tingué lloc la batalla de Gandja, prop de la tomba del poeta persa Nizami Ganjavi. Abbas Mirza organitzà el seu exèrcit de 30.000 homes assignant tres dels seus fills a comandar diverses unitats: Mohammad Mirza, Jahangir Mirza i Khosrow Mirza. Però preocupat per la seguretat dels seus fills petits, ordenà evacuar Jahangir i Khosrow del camp de batalla, fet que provocà una ruptura en el centre del seu exèrcit i la seva derrota. Aquesta batalla fou decisiva: segons un testimoni, "la batalla fou renyida al principi; i si Abbas Mirza hagués tingut talent de comandant, el poder rus a Geòrgia hauria arribat a la seva fi".

### L’ofensiva final russa i la caiguda d’Erevan i Tabriz
El 1827, la situació es girà totalment en contra d’Abbas Mirza, que passà a una postura defensiva. Al gener, Madàtov realitzà una incursió al sud del riu Aras. A l’abril, Etxmiadzin es rendí als russos. Al juliol, Paskévitx assetjà les fortaleses d’Abbasabad i Ordubad a Nakhitxevan, i derrotà Abbas Mirza quan aquest intentà defensar-les. El setembre, Yerevan, una de les ciutats millor fortificades, caigué després d’un setge i d’un bombardeig intens amb artilleria pesada. Sardar, el governador, escapà, però molts comandants iranians foren capturats i traslladats a Tblisi.
El 24 d’octubre de 1827, Tabriz —la ciutat més rica i poblada de l'Imperi Persa— es rendí sense combatre. Aquesta rendició fou facilitada per un religiós musulmà, fet que provocà la seva posterior execució per ordre de Fath-Alí-Xah. El visir Asef al-Dowleh fou humiliat públicament amb fuetades davant del xa i Abbas Mirza. El 25 de gener de 1828, els russos prengueren i saquejaren Ardabil, incloent-hi joies i relíquies safàvides de gran valor simbòlic.

## Conseqüències de la guerra

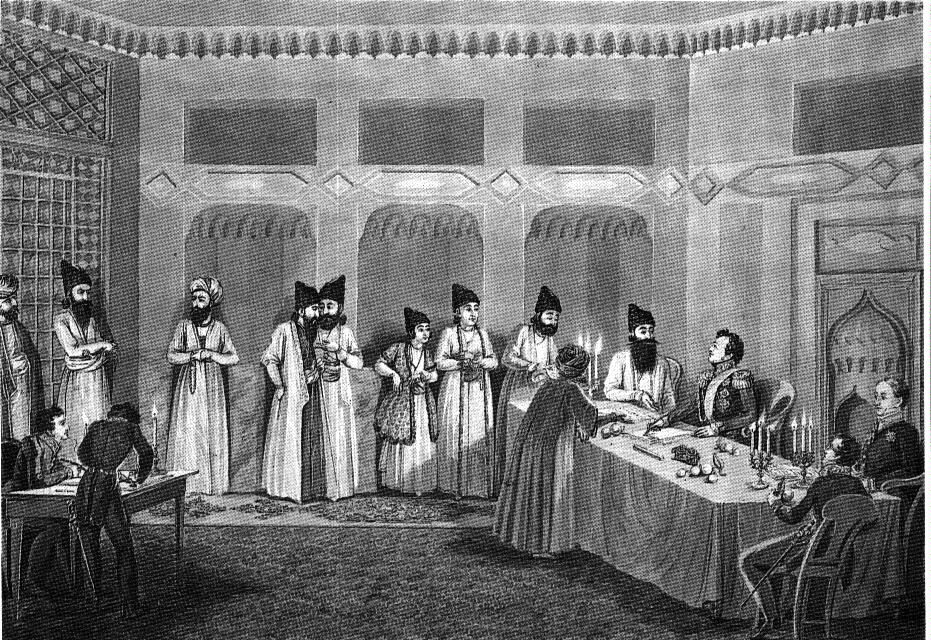
Cerimònia de la signatura del Tractat de Turkmantxai

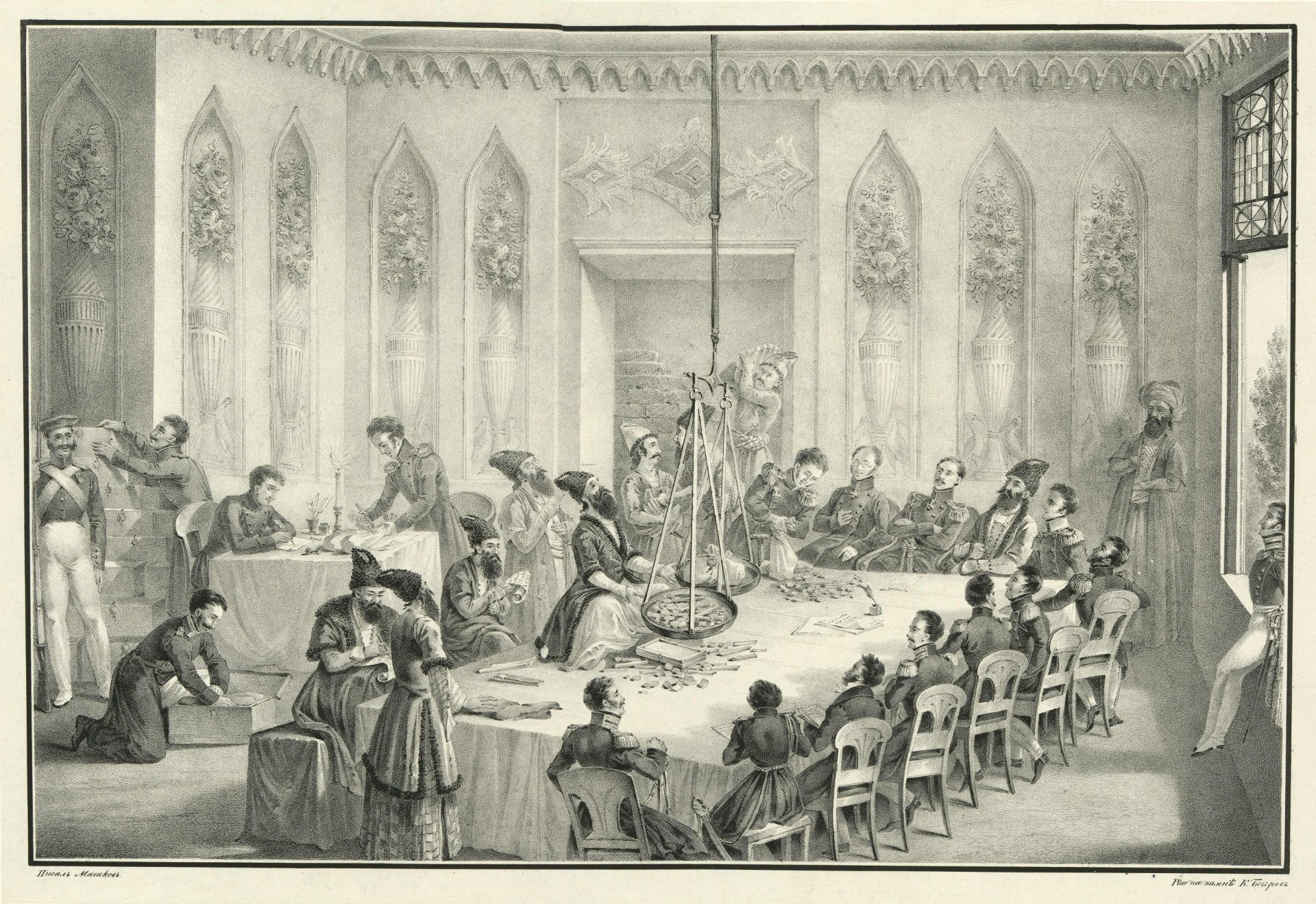
Perses pagant les indemnitzacions de Guerra als russos a Tabriz

El 2 de febrer de 1828, Abbas Mirza signà el Tractat de Turkmantxai, mitjançant el qual cedí Yerevan i Nakhitxevan, a més d’acceptar importants reparacions de guerra i altres concessions. La província de l’Azerbaidjan iranià i la fortuna personal d’Abbas Mirza van proporcionar la major part dels fons necessaris per pagar aquestes indemnitzacions; una part menor provingué del suport britànic, però el xa no hi feu cap contribució. Rússia pogué exercir pressió sobre l’Imperi Persa gràcies a l’obligació de pagament de les reparacions. El tractat també permeté a Rússia intervenir en la política persa, ja que el xa necessitava el reconeixement rus per designar l’hereu al tron.
L’Imperi Persa fou potencialment salvat de perdre encara més territori o fins i tot de caure sota una situació de submissió total, possiblement com a estat vassall de Rússia. Aquest desenllaç podria atribuir-se a la perseverança dels negociadors iranians amb l’ajuda dels britànics o bé al desig rus de concloure ràpidament la pau, tenint en compte que es preveia una nova guerra amb l’Imperi Otomà. Després de la guerra, l'imperi qajar no tornaria mai més a enfrontar-se a Rússia en igualtat de condicions ni seria tractat com a igual per les potències europees. La derrota iraniana canvià la perspectiva d’Abol-Qasem Qa’em-Maqam envers els russos, com es reflecteix en un dels seus poemes, on lamenta la transformació de la fortuna d’Iran. Ara reconeixia que els russos eren més poderosos que els perses.
El 1829, el distingit poeta i autor rus Aleksandr Griboiédov encapçalà una missió diplomàtica nombrosa a Teheran amb l’objectiu d’executar les condicions del Tractat de Turkmantxai. Ordenà que les concubines georgianes retingudes als harems dels Qajars (inclòs el d’Asef al-Dowleh) fossin alliberades i confiades a la seva custòdia. Ho féu a instàncies d’un eunuc armeni que havia estat capturat durant expedicions iranianes prèvies al Caucas. Griboiédov envià els seus assistents armenis i georgians a recollir les concubines georgianes per portar-les a l’ambaixada russa, basant-se en una clàusula del tractat que preveia l’intercanvi de presoners de guerra.
Aquesta transgressió de la llei i de les pràctiques religioses xiïtes fou interpretada com un acte d’alt contingut simbòlic. Asef al-Dowleh sol·licità l’ajuda del prestigiós erudit islàmic Mirza Masih Tehrani, qui instà la població de la capital a alçar-se, rescatar les concubines —que probablement s’havien convertit a l’islam— i retornar-les als seus domicilis musulmans. En els enfrontaments amb les forces de seguretat russes moriren tres manifestants. Tot seguit, Mirza Masih Tehrani emeté una fàtua que acabá en l’assalt i massacre de Griboiédov i de tots excepte un dels setanta membres del personal de l’ambaixada russa per part d’una multitud indignada.
Segons Behrooz, aquesta reacció nerviosa dels iranians és reveladora i demostra com havien canviat les actituds envers Rússia. Un historiador iranià contemporani assenyala que, en assabentar-se dels fets, el príncep hereu Abbas Mirza ordenà que soldats i nobles vestissin de dol, que tots els basars tanquessin durant tres dies i que la població cessés la seva activitat laboral. Per demanar disculpes, Fath-Alí Xa envià una missió diplomàtica a Nicolau I. Khosrow Mirza comandà la delegació de rang elevat que arribà a Sant Petersburg el mateix any 1829.